# Sternbergia vernalis
Sternbergia vernalis là một loài thực vật có hoa trong họ Amaryllidaceae. Loài này được (Mill.) Gorer & J.H.Harvey miêu tả khoa học đầu tiên năm 1989.